# Lombardische Glockenblume
Die Lombardische Glockenblume (Campanula elatinoides) ist eine Pflanzenart der Gattung Glockenblumen (Campanula).

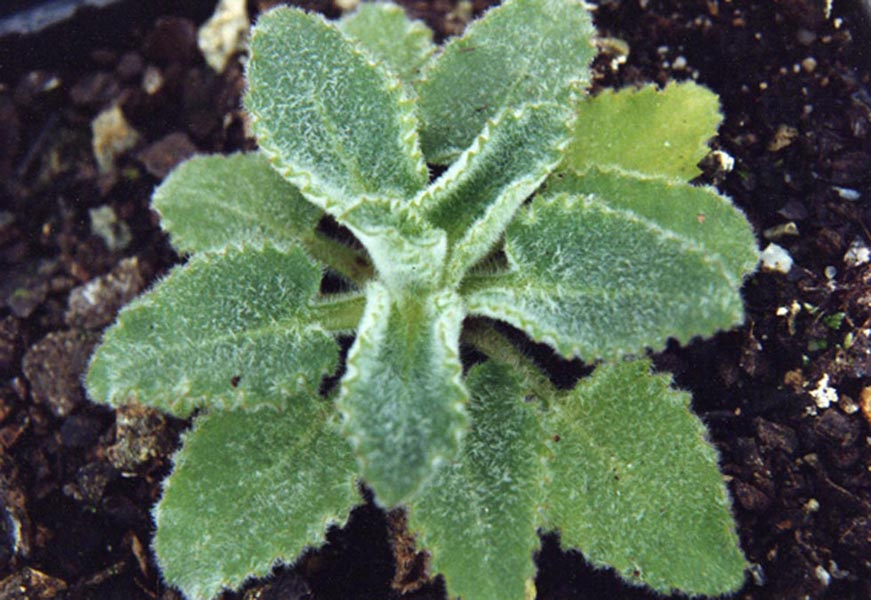
Blattrosette

## Merkmale
Die Lombardische Glockenblume ist eine dicht behaarte, ausdauernde Pflanze, die Wuchshöhen von 10 bis 30 Zentimeter erreicht. Es sind ein oder mehrere schief aufsteigende Stängel vorhanden. Die Blätter sind herzförmig und grob bis scharf gezähnt. Vor allem die Grundblätter sind lang gestielt. Die Blüten sind in einem mehr oder weniger allseitswendigen und dichtgedrängten Blütenstand angeordnet. Die Blütenstiele sind maximal so lang wie die Kelchzipfel. Die Kelchzipfel sind dicht weißfilzig behaart und schmal lanzettlich. Die Kelchbuchten haben keine Anhängsel und sind spitz. Die Krone ist blau, bis zu 2 Zentimeter groß und stern- bist trichterförmig ausgebreitet. Der Griffel ist dreinarbig und ragt weit heraus.
Die Blütezeit reicht von August bis September.

## Vorkommen
Die Lombardische Glockenblume kommt in den Südlichen Bergamasker Alpen zwischen dem Comer See und dem Gardasee vor. Sie wächst auf Dolomit und Kalk an Mauern und Felsüberhängen in der montanen Stufe in Höhenlagen bis 1900 Meter. Die Art ist nicht häufig.

## Taxonomie
Die Lombardische Glockenblume wurde 1822 von Giuseppe Moretti (1782–1853) in Giornale di fisica, chimica, storia naturale, medicina, ed arti Pavia Serie 2 Band 5 Seite 110 als Campanula elatinoides erstbeschrieben. Das Epitheton "elatinoides" deutet eine Ähnlichkeit mit Campanula elatines L. an.

## Belege
- Xaver Finkenzeller, Jürke Grau: Alpenblumen (Steinbachs Naturführer). Mosaik Verlag GmbH, München 1996, ISBN 3-576-10558-1.